# Igrzyska Dalekiego Wschodu 1917
III Igrzyska Dalekiego Wschodu odbyły się w maju 1917 w stolicy Cesarstwa Japońskiego, Tokio.
W zawodach tych brało udział sześć państw:
- Brytyjska Kompania Wschodnioindyjska
- Chiny
- Filipiny
- Hongkong
- Japonia (organizator)
- Syjam